# Stazione di Malpensa Aeroporto
Stazione di Malpensa Aeroporto vasútállomás Olaszországban, Lombardia régióban, Ferno településen.

## Vasútvonalak
Az állomást az alábbi vasútvonalak érintik:
- Busto Arsizio–Malpensa Aeroporto-vasútvonal

## Kapcsolódó állomások
A vasútállomáshoz az alábbi állomások vannak a legközelebb:
- Stazione di Ferno-Lonate Pozzolo (Airolo vasútállomás, S50)
- Malpensa T2 railway station (Malpensa T2 railway station, S50)